# Ophiomitra sarsii
Ophiomitra sarsii är en ormstjärneart som beskrevs av George Richard Lyman 1878. Ophiomitra sarsii ingår i släktet Ophiomitra och familjen knotterormstjärnor. Inga underarter finns listade i Catalogue of Life.